# Verdigre (Nebraska)
Verdigre – wieś w Stanach Zjednoczonych, w stanie Nebraska, w hrabstwie Knox.